# Жданович, Эдуард
Эдуард Жданович (3 декабря 1945, Псков — 15 апреля 2013, Таллин) — советский гребец, а затем тренер по академической гребле и спортивный функционер.

## Биография
Окончил Тартускую вечернюю школу (1967) и Московский технологический институт (1972—1977).
Начал заниматься академической греблей в 1963 году на базе Тартуского университета под руководством тренеров Василия Лаага и Эриха Сейлера.
На международной арене наибольших успехов Жданович добился в 1967 году на чемпионате Европы и в 1970 году на чемпионате мира, где в составе сборной СССР занял четвёртое место. Кроме того, Эдуард Жданович четыре раз становился чемпионом СССР (1966, 1967, 1969, 1970) и неоднократно завоёвывал медали первенства Эстонской ССР.
Завершив спортивную карьеру, он работал тренером в системе Советской Армии и в эстонском спортивном обществе «Динамо». Среди его воспитанников гребцы Мерле Морриссон и Малле Энно.
С 1979 по 1989 год Жданович был членом президиума Федерации гребного спорта Эстонии.
Похоронен на кладбище Метсакалмисту.